# LGBT práva v Konžské demokratické republice

Duhová mapa Konžské demokratické republiky

Lesby, gayové, bisexuálové a transsexuálové (LGBT) se v Konžské demokratické republice mohou setkávat s právními komplikacemi neznámými pro heterosexuální spoluobčany. Nicméně stejnopohlavní sexuální aktivita je zde legální.

## Zákony týkající se stejnopohlavní sexuální aktivity
Stejnopohlavní sexuální aktivita je v Demokratické republice Kongu legální. Legální věk způsobilosti k pohlavnímu styku je pro obě orientace stejný. Homosexualita nebyla nikdy na tomto území kriminalizovaná. Před vznikem státu r. 1960 byla Konžská demokratická republika ovládána Evropskou koloniální mocností Belgií. V Belgii byly zákony proti sodomii zrušeny r. 1794.
Ačkoli stejnopohlavní sexuální styk je legální, tak podle zprávy Ministerstva zahraničí Spojených států amerických, oddělení lidských práv, jedinci ,kteří se veřejně hlásí k homosexuální orientaci, bývají často terčem perzekucí ze strany státních orgánů v souladu s některými nejasnými formulacemi v trestních zákonech, konkrétně ohledně sexuálního násilí.

## Stejnopohlavní soužití
Stejnopohlavní páry nemají přístup ke stejným právním institutům jako různopohlavní páry. První paragraf Článku 40 aktuální Ústavy Konžské demokratické republiky stanovuje, že: "Každý jednotlivec má právo uzavřít sňatek s kýmkoli, pokud jeho protějšek je opačného pohlaví".

## Ochrana před diskriminací
V zemi dosud neplatí žádné anti-diskriminační zákony chránící osoby jiné sexuální orientace.

## Životní podmínky
Podle průzkumu Ministerstva zahraničí Spojených států amerických, oddělení lidských práv je v zemi homosexualita stále kulturním tabu a zatímco harašment ze strany státních orgánů pokračuje, tak nejsou během posledních let nejsou známy žádné případy policejní perzekuce gayů a leseb či jiného násilí na nich.

## Veškerá legislativa týkající se LGBT
| Legální stejnopohlavní styk                                          | (Nikdy nebyl trestán)      |
| Stejný věk legální způsobilosti k pohlavnímu styku pro obě orientace | (2006)                     |
| Anti-diskriminační legislativa ohledně projevů nenávisti a násilí    | No                         |
| Anti-diskriminační zákony v zaměstnání                               | No                         |
| Anti-diskriminační zákony v přístupu ke zboží a službám              | No                         |
| Stejnopohlavní manželství                                            | (ústavní zákaz od r. 2005) |
| Jiná forma stejnopohlavního soužití                                  | No                         |
| Adopce dítěte partnera                                               | No                         |
| Společná adopce stejnopohlavními páry                                | No                         |
| Gayové a lesby mohou otevřeně sloužit v armádě                       |                            |
| Možnost změny pohlaví                                                |                            |
| Přístup k umělému oplodnění pro lesbické ženy                        | No                         |
| Náhradní mateřství pro gay páry                                      | No                         |